# Ambermoon
Ambermoon – komputerowa gra fabularna wydana w 1993 r. przez Thalion Software na komputer Amiga. Jest sequelem gry Amberstar.
Gra została wydana w języku niemieckim w wersji na Amigę. Później ukazała się w internecie wersja beta w języku angielskim. Planowane porty na MS DOS i Atari ST nie zostały dokończone. Producent gry, firma Thalion, zakończył działalność niedługo po wydaniu Ambermoon. Część jego pracowników przeszła do Blue Byte Software, gdzie brała udział w tworzeniu Albionu, nieoficjalnego sequela gry.
W 2020 roku ukazał się remake Ambermoon na systemy Linux, MacOS i Windows pisany w języku C#. Istnieje nieoficjalne rozszerzenie gry pod nazwą Ambermoon Advanced, które podnosi poziom trudności i wzbogaca oryginał o dodatkowe questy. Wychodzi w formie epizodycznej i działa na komputerze Amiga.